# Ljubljenica (Republika Serbska)
Ljubljenica (cyr. Љубљеница) – wieś w Bośni i Hercegowinie, w Republice Serbskiej, w gminie Berkovići. W 2013 roku liczyła 22 mieszkańców.